# Ondřej Dirre
Ondřej Dirre též Andreas Dirré (14. listopadu 1610, Olomouc – 21. listopadu 1669, Brno) byl olomoucký kanovník a prelát, brněnský kanovník, od roku 1656 světící biskup olomoucký a od r. 1666? také titulární biskup nikopolitánský.